# Kiara Brunken
Kiara Lillian Brunken (* 22. November 1993 in Bonn) ist eine deutsche Schauspielerin, Tänzerin und Sängerin.

## Leben
Nachdem Kiara Brunken bereits als Kind Tanzunterricht bekam und dann ihre ersten schauspielerischen Erfahrungen am Jungen Theater Bonn sammelte, wirkte sie ab 2008 in diversen Fernsehproduktionen (für u. a. ARD, ZDF, Sat.1 und ProSieben) mit und begann 2012 ihr Studium in Schauspiel, Tanz und Gesang an der Universität der Künste in Berlin, welches sie 2016 mit Diplom und Auszeichnung abschloss. Daraufhin folgten deutschlandweite Bühnen-Engagements als Darstellerin, bevor sie 2020 an der Seite von Regisseur Peter Lund auch erstmalig als Choreografin tätig war.
Seit 2021 verkörpert sie die Rolle der Sofia Abbas in der Vorabendserie Bettys Diagnose und ist dort aktuell als Intensivschwester in der fiktiven Karlsklinik zu sehen.
Kiara Brunken lebt in Berlin.

## Filmografie (Auswahl)
- 2008: Dr. Molly & Karl (Fernsehserie, Folge Erinnerungen)
- 2011: Grimmsberg (Fernsehserie)
- 2009–2010: Die Stein (Fernsehserie)
- 2015: 600 PS für zwei (Fernsehfilm)
- 2016: Babylon Berlin (Fernsehserie)
- 2021: Bettys Diagnose (Fernsehserie, Folge Umdenken)
- seit 2022: Bettys Diagnose (Fernsehserie)

## Theater (Auswahl)
- 2015–2017: Grimm! (Musical, Neuköllner Oper / Admiralspalast)
- 2015–2024: Cabaret (Musical, Tipi am Kanzleramt)
- 2016: Letterland (Musical, Neuköllner Oper)
- 2017: Curtains – Vorhang auf für Mord (Musical, Theater Münster)
- 2018: Fack ju Göhte (Musical, Werk7 Theater München)
- 2018–2019: Tanke Sehnsucht (Musikalisches Schauspiel, Renaissance-Theater)
- 2019–2020: Cabaret (Musical, Hans Otto Theater)
- 2020–2023: Grimm! (Musical, Schleswig-Holsteinisches Landestheater)
- 2021: Momo (Schauspiel, Badhersfelder Festspiele)
- 2021–2024: Ku’damm 56 (Musical, Theater des Westens)
- 2023–2024: Romeo & Julia – Liebe ist alles (Musical, Theater des Westens)
- 2024: Messeschlager Gisela (Operette, Komische Oper Berlin)
- 2024: Ku'damm 59 (Musical, Theater des Westens)